# 立体音響
立体音響（りったいおんきょう）は、音を録音再生する際に3次元的な音の方向や距離、拡がりなどを再生する方式のことである。3次元音響、3Dオーディオなどともいう。また、3次元の空間上の音場を制御するという意味も含め、三次元音場制御システムのことを指す場合もある。

## 技術
立体音響の意味する所は、ホールやライブ会場といったある特定の場所での音環境を立体的に再現することにある。すなわち、主として聴覚から人間の空間認知（位置覚#空間認知を参照）に対し、あたかも録音現場にいるが如く、再生音響によって感じさせるということである。一例としてある音楽ホールの場合をここでは想定する。音源すなわちステージ上の各楽器から発せられる音波は、それぞれの音源から球状に広がり、壁や天井や床によって吸収や反射され、そういったさまざまな音が重なり合いながら聴取者に届いている。一般的なステレオ録音・再生では、これを左右2点の単指向性マイク等で記録し、それを左右2点のスピーカーで再現するのであるから、左右方向の1次元の広がりはほぼ再現されるものの、前後については残響成分によって補助的に再現されるに過ぎず、上下についてはより情報が少ない。
そこでたとえば、複数のマイクで録音した物を複数のスピーカで鳴らし音場を再現するとか、空中にただマイクを固定するのではなく、人間の耳に聞こえるような音響を再現しながら録音する、などといった立体音響のシステムがある。
立体音響は、しばしば以下のような要素によって再現される。こうした要素はマイクの配置によって物理的に収録・再現される時もあれば、デジタル信号処理によって人工的に再現される時もある。
音量差
距離による音量の減衰や両耳間強度差により音源の音像定位を再現するもの。
時間差
音波が到達する時間差により音源の音像定位を再現するもの。両耳間時間差、ハース効果（先行音効果）など。
周波数特性の変化
音波の伝達や遮蔽による周波数特性の変化により音源の音像定位を再現するもの。頭部伝達関数など。
位相の変化
音波の伝達や遮蔽による位相の変化により音源の音像定位を再現するもの。
残響の変化
残響特性により周辺環境の音場を再現するもの。残響特性はしばしばインパルス応答として計測される。

## 方式
立体音響の方式として現在ではさまざまな方法がある。

### ステレオ方式およびサラウンド方式
立体音響の簡便かつもっとも古い方法としてステレオ方式がある。ステレオ方式においてはすくなくとも2個のマイクロフォン、2チャンネルの録音再生システム、2個のスピーカーを使用して再生する。ドルビーデジタルによって代表されるサラウンド方式においては3個以上のスピーカーを使用する。
また、3D位置オーディオ（3-D positional audio）と呼ばれる方式においては、モノラル録音した音を使用してデジタル信号処理によって方向感などを与える。通常のステレオ方式においては再生に使用する2個のスピーカーの間だけから音が聞こえるが、3D位置オーディオ技術を組み合わせることによってスピーカーの外側から音が聞こえるようにすることができる。

### 空間的音響
YoutubeやFacebookの360度動画およびVR動画 (ステレオ360度動画) では、360度の音響を符号化するためにSpatial Audio (空間的音響) を使用している。
Spatial Audioのために、FacebookはFacebook 360 Spatial Workstationを、GoogleはSpatial Media Metadata Injectorを提供している。

#### 対応機材
マイク4つ搭載のもの (1st orderアンビソニックマイク)
- AMBEO VR Mic - ゼンハイザーによる専用マイク
- 音響機器メーカーZOOMはAMBEO VRマイク対応録音機材がいくつかある。フィールドレコーダーはF8n、F8、F4が、ハンディレコーダーはH2nやH3-VRがある
- RØDEのNT-SF1

マイク5つ以上搭載のもの
- ZYLIA ZM-1 - マイクを19個を搭載している。

### バイノーラル方式
バイノーラル方式は、ステレオ方式での聴取者の前方にスピーカーを置くのに対して、ヘッドフォンを使用して再生する。バイノーラル方式における録音は、通常、ダミーヘッドと呼ばれる模擬人頭の耳の部分にマイクロフォンを埋め込んで録音する。また利用者の耳に小さなマイクをイヤフォンのように固定する（電源はレコーダーやビデオカメラのプラグインパワー方式で供給する）タイプのバイノーラルマイクロフォンも複数モデルが存在する。装着者の呼吸音やつばを飲み込む音なども拾ってしまうといった特徴もあるが、嵩張るダミーヘッドに比べ手軽に利用できる。
バイノーラル音声はステレオスピーカーで直接再生すると、各スピーカーからの音が両耳に到達（クロストーク）するため意図された効果が得られない。そのためスピーカーを用いた再生では、クロストークを相殺するトランスオーラル処理がおこなわれる。
サラウンド方式の立体音響を頭部伝達関数 (HRTF)によってバイノーラル方式の立体音響へと変換するツールも存在する (SOFAlizerなど)。

## 立体音響レンダリング
立体音響レンダリングには、特徴予測方式とレイトレース方式が存在する。3DCGソフトウェアではCinema 4D、Shade、Blenderなどが立体音響レンダリングに対応している。
特徴予測（Characteristic prediction）
音源とマイクの位置・向き・動きなどから、減衰・音像定位・ドップラー効果などを計算で再現する方式。
OpenAL、多くのゲームエンジン、Blenderなどがこの方式を実装している。
音線法/幾何音響モデリング（ray acoustic modeling/geometric acoustic modeling）
壁や床や障害物などの反響などを再現するために、レイトレーシングを使って計算する方式。低周波は拡散反射しやすく、高周波は鏡面反射しやすいため、波長を区切ったレイトレースも使われている。
NVIDIA VRWorks Audio、GSound、BlenderアドオンのE.A.Rなどがこの方式を実装している。
適応矩形分解 (Adaptive Rectangular Decomposition)